# Rossinyol (grup de bolets)
Els rossinyols o rossinyols vers són bolets anuals, terrestres i carnosos, generalment de color groc més o menys viu; relativament massissos, de carn blanca, blanquinosa o del color del barret; en el revers presenten plecs engruixits, longitudinals, ramificats en Y vora el marge del barret. No es corquen mai i poden restar mesos al bosc sense descompondre.
Són propers als rossinyolics, trompetes i gots de vi.

### Espècies de rossinyols
Entre els rossinyols més corrents :
- Cantharellus cibarius, rossinyol

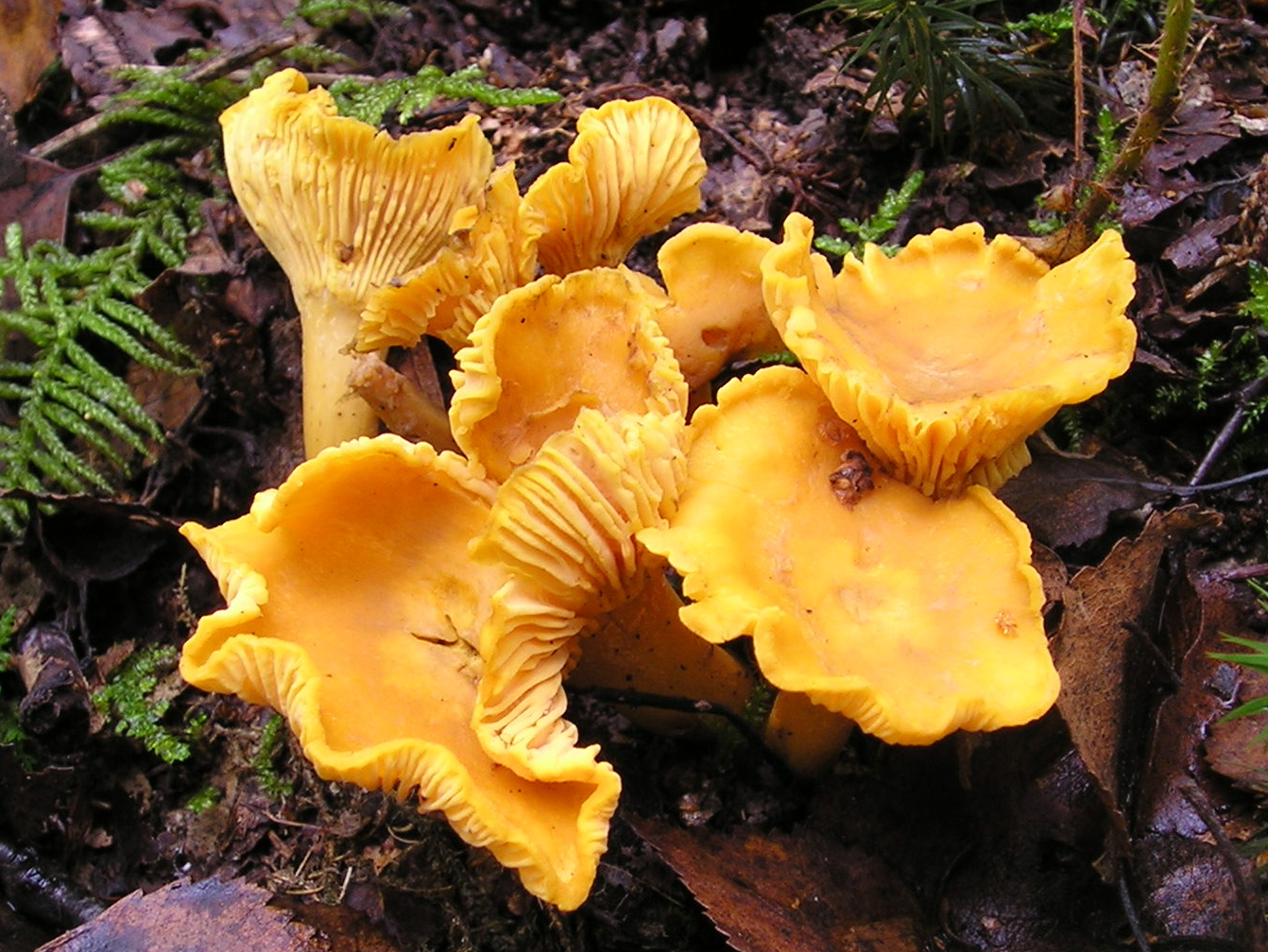
Rossinyol (Cantharellus cibarius)

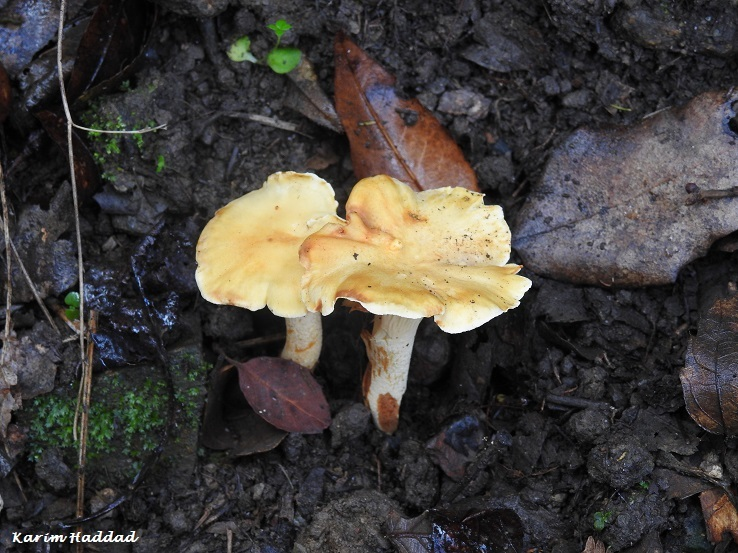
Picornell (Cantharellus alborufescens)

- Cantharellus alborufescens, picornell, rossinyol d’alzinar

- Cantharellus amethysteus, rossinyol d’escates liles
- Cantharellus pallens, rossinyol de roureda
- Cantharellus ferruginascens, rossinyol groguenc
- Cantharellus friesii, rossinyol menut albercoc
- Cantharellus romagnesianus, rossinyol menut groguenc
- Cantharellus ianthinoxanthus, rossinyol grisejant